# 桑折ジャンクション
桑折ジャンクション（こおりジャンクション）は、福島県伊達郡桑折町松原舘ノ前にある東北自動車道・東北中央自動車道（相馬福島道路）のジャンクションである。

## 歴史
- 2018年（平成30年）12月25日 : JCT名称が「福島北JCT（仮称）」から「桑折JCT」に正式決定[1]。
- 2020年（令和2年）8月2日 : 東北中央道・伊達桑折IC - 桑折JCT間開通に伴い、供用開始[2]。

## 道路
- E4 東北自動車道（22-1番）
- E13 東北中央自動車道（相馬福島道路）

## 隣
E4 東北自動車道
(22) 福島飯坂IC - (22-1) 桑折JCT - (23) 国見IC
E13 東北中央自動車道（相馬福島道路）
(6) 伊達桑折IC - (22-1) 桑折JCT料金所 - (22-1) 桑折JCT - (22) 福島飯坂IC（福島JCTまで東北自動車道との重複区間）